# 쓰루타 요시유키
쓰루타 요시유키(일본어: 鶴田 義行, 1903년 10월 1일 ~ 1986년 7월 24일)는 일본의 수영 선수로 올림픽 200m 평영 2연승을 거두었다.

## 인물 정보
현재 가고시마시에 속하는 가고시마현 가고시마군의 이시키 촌에서 태어났다. 1920년 철도성을 위하여 일하러 갔으나 일본 제국 해군의 사세보 진수부에서 일본 해병대를 위하여 지원되었다.
쓰루타는 1925년 메이지 사당 경기에 나가러 보내져 200m 평영 종목을 3분 12.3초와 우승하였다. 1928년 암스테르담 올림픽을 위한 일본 팀의 일원으로 선발된 그는 준결승전에서 2분 50.0초와 함께 자신의 기록을 깼다. 8월 8일에 열린 결승전에서 그는 2분 48.8초의 세계 신기록과 금메달을 획득하였다. 8월 2일 세단뛰기에서 오다 미키오에 이어 금메달이 수여된 두번째 일본 선수였다.
귀국 후, 쓰루타는 메이지 대학의 법학 대학원에 입학하였다. 지속적으로 수영을 한 그는 1929년 교토에서 열린 경연 대회에서 2분 45.0초의 세계 신기록을 세웠다. 자신의 졸업에 그는 1932년 로스앤젤레스 올림픽에 자신의 참가를 후원한 남만주철도주식회사에 의하여 고용되었다. 동료 선수 고이케 레이조가 준결승전에서 세계 신기록을 세웠어도 쓰루타는 2분 45.2초와 함께 고이케를 꺾고 2개의 연속적 올림픽에서 2개의 금메달을 획득한 첫 일본 선수가 되었다.
1934년 쓰루타는 체육 국장으로서 나고야시의 정부에 의하여 고용되었다. 1943년 그는 해군과 복무하는 데 요구되었다. 제2차 세계 대전에 이어 그는 에히메현에서 에히메 신문사에 가입하였다. 1948년부터 그는 에히메 현 육상 협회의 이사회, 마쓰야마 수영 협회의 회장과 일본 수영 연맹, 일본 아마추어 스포츠 협회의 조언자를 지냈다. 1949년부터 그는 학교에서 수영을 필수 활동으로 소개하는 데 힘썼다.
1968년 국제 수영 명예의 전당에 헌액되었다. 1974년 그는 또한 일본 정부에 의하여 훈4등 욱일장이 수훈되었다. 82세의 나이에 뇌졸중으로 사망하였다.

## 같이 보기
- 수영 평영 200m 세계 기록 추이